# Juegos Deportivos Nacionales de Colombia de 2027
Los XXIII Juegos Deportivos Nacionales de Colombia serán el máximo evento deportivo de Colombia en categoría abierta, que se realizarán en fechas por determinar en 2027 y son organizados por el Ministerio del Deporte de Colombia.

## Elección de la sede
En total, seis regiones presentaron su candidatura para organizar las justas: Antioquia, Córdoba y Sucre, La Guajira y Cesar; Arauca, Casanare, Meta y Boyacá; Santander, y Nariño y Tolima. El 22 de agosto de 2024, el presidente Gustavo Petro anunció a la candidatura de Córdoba y Sucre como la ganadora de la sede de los Juegos Nacionales y Paranacionales 2027 y los II Juegos Nacionales Juveniles 2028.

## Participantes
Un total de 31 departamentos, el Distrito Capital de Bogotá, y la representación de las Fuerzas Armadas participarán en esta edición de los Juegos Nacionales adscritos al Ministerio del Deporte de Colombia.
| Lista de delegaciones participantes                                                                                  | Lista de delegaciones participantes                                                                                     | Lista de delegaciones participantes |
| --- | --- | --- |
| - Amazonas - Antioquia - Arauca - Atlántico - Bogotá, D. C. - Bolívar - Boyacá - Caldas - Caquetá - Casanare - Cauca | - Cesar - Chocó - Córdoba - Cundinamarca - Fuerzas Armadas - Guainía - Guaviare - Huila - La Guajira - Magdalena - Meta | - Nariño - Norte de Santander - Putumayo - Quindío - Risaralda - San Andrés y Providencia - Santander - Sucre - Tolima - Valle del Cauca - Vaupés |

## Deportes
En esta edición de los Juegos Deportivos Nacionales de Colombia habrá un total de 40 disciplinas, manteniéndose en el programa las que migraron desde los descontinuados Juegos Deportivos Nacionales de Mar y Playa.
Respecto a la edición 2023 desaparece el skateboarding y se mantiene en el programa el porrismo como deporte de exhibición.
| - Actividades subacuáticas - Ajedrez - Arquería - Atletismo - Bádminton - Baloncesto - Balonmano - Béisbol - Billar - Bolos - Boxeo - Canotaje - Ciclismo - Ciclismo BMX - Ciclismo de montaña - Ciclismo en pista - Ciclismo en ruta | - Deportes acuáticos - Clavados - Nado sincronizado - Natación - Equitación - Esgrima - Esquí acuático - Fútbol - Fútbol de salón - Fútbol sala - Gimnasia - Gimnasia acrobática - Gimnasia artística - Gimnasia rítmica - Golf - Hapkido - Judo - Karate | - Levantamiento de pesas - Lucha - Patinaje - Patinaje de velocidad - Patinaje artístico sobre ruedas - Porrismo (Exhibición) - Rugby 7 - Squash - Softbol - Surf - Taekwondo - Tejo - Tenis - Tenis de mesa - Tiro deportivo - Voleibol - Waterpolo |

## Sedes, subsedes y escenarios deportivos
Los departamentos de Córdoba y Sucre son las sedes principales, con las ciudades de Montería, Sincelejo y los municipios de San Antero, Cereté, Lorica, Ciénaga de Oro, Tolú y Coveñas. Las subsedes serán Cali, Bogotá y Nilo.
Aún está por definir si la apertura o clausura será en el Estadio Jaraguay de Montería o en el Estadio Arturo Cumplido Sierra de Sincelejo.